# Herbert Pitman
Herbert John "Bert" Pitman MBE, britanski mornar, pomorščak in častnik, * 20. november 1877 Sutton Montis, Somerset, Anglija, † 7. december 1961 Pitcombe, Somerset, Anglija. 
Pitman je bil mornar v angleški trgovski mornarici. Bil je tudi tretji častnik na ladji RMS Titanic, ko je potonil v severnem Atlantskem oceanu po trku z ledeno goro.

## Zgodnje življenje
Pitman se je rodil v kmečki vasi Sutton Montis v Angliji. Bil je sin kmeta Henryja Pitmana in Sarah (née Marchant) Pitman. Po očetovi smrti leta 1880 se je njegova mati poročila s Charlesom Candyjem. Podpis iz leta 1881 kaže, da je Herbert Pitman z bratom, sestro in mamo živel na kmetiji na Sutton Roadu.

## Pomorska kariera
Pitman je prvič odšel na morje leta 1895 v starosti 18 letih, potem ko se je pridružil trgovski mornarici. Obalni del svojega navtičnega usposabljanja je prejel v oddelku za navigacijo Tehničnega kolegija trgovskih podmornarjev pri gospodu Whiteu, učil pa se je z mojstrom Marinerjom avgusta 1906. Štiriletno vajeništvo je opravljal pri podjetju James Nourse Ltd., pet let kot uslužbenec palube. Od leta 1904 je eno leto služboval kot član posadke zaposlen za spuščanje in dviganje sidra, preden je bil premeščen na ladjo Shire, na kateri je služboval šest mesecev. Družbi White Star Line se je pridružil leta 1906. Medtem ko je bil zaposlen pri White Star Line, je služil kot četrti, tretji in drugi častnik na ladjah Delphin in Majestic ter kot četrti častnik na ladji Oceanic.

## RMS Titanic
Tako kot drugi mlajši častniki je tudi Pitman leta 1912 prejel telegram, s katerim je do 26. marca istega leta ob devetih zjutraj odšel do urada družbe White Star Line v Liverpoolu.Tam je zbral vozovnico za Belfast;  tja je prišel opoldne naslednji dan in se prijavil (takratnemu) glavnemu direktorju Williamu Murdochu. Ko je Titanic 10. aprila zapustil Southampton, je Pitman pomagal (zdaj prvemu) častniku Murdoch na krmi ladje pri nadzorovanju odvezovanja priveznih vrvi in prevzemu vlačilcev. Medtem ko je bil Titanic na morju, so Pitmanove naloge vključevale določitev nebesnega opazovanja in odmik kompasa, splošni nadzor nad palubami, pregled nad ladijskem mostu pri ladijskih dimnikih in po potrebi razbremenitev častnikov.
V času trka Titanica z ledeno goro je Pitman dežural, na pol zaspan v prostorih za častnike. Trk je slišal in čutil, pozneje pa pričal, da bi je bilo slišati, da se bo ladja zasidrala. Oblekel se je v častniško opremo, ko ga je poklical četrti častnik Boxhall na ladijski most, kjer je izvedel, da je ladja trčila v ledeno goro in da bo potonila v dveh urah. Pitmanu so nato naročili, naj se odpravi na desno stran ladje, da pomaga pri spuščanju reševalnih čolnov. Potem ko je prejel ukaz za spuščanje čolnov, je Murdoch ukazal Pitmanu, da se vkrca v čoln št. 5 kot poveljnik čolna. Preden je Pitman vstopil v rešilni čoln, mu je Murdoch stisnil roko in rekel: "Zbogom; srečno." Pitman v tem trenutku ni verjel, da je Titanic resno tonil in je mislil, da je evakuacija potnikov previdna. Vkrcal se je v rešilni čoln, medtem, ko ga je Murdoch spustil v vodo. Murdoch je naročil Pitmanu, naj odpelje rahlo naložen rešilni čoln do vrat na trupu ladje, da sprejme tam več potnikov, vendar se (kot je pozneje izkazal Pitman), vrata niso uspela odpreti, saj je rešilni čoln čakal na to približno 100 metrov stran od ladje. 
Do tega trenutka je Pitman pričakoval, da bo ladja ostala na površju. Po eni uri spuščanja reševalnega čolna pa je spoznal, da Titanic resno tone, in rešilni čoln umaknil 300 metrov dalje od potapljajoče se ladje. Gledal je, kako se je Titanic potopil iz približno 400 metrov razdalje, in bil je eden redkih, ki je pozneje v uradnih poizvedbah izjavil, da misli, da je potonila v enem kosu. Ko je krma v celoti potonila pod vodo, je pogledal na uro in potnikom v reševalnem čolnu povedal:"Ura je 2:20". Ko je ladja potonila, je slišal krike tistih, ki so bili v vodi in se odločil, da se vrnejo k njim, da rešijo koga. Vendar pa se je po napovedi tega načina ukrepanja potnikom v rešilnem čolnu soočil s protesti med njimi proti ideji, z izrazom strahu, da bi rešilni motorni čoln panično prestrašil množico ljudi v vodi. Soočen s tem je Pitman odnehal in rešil reševalni čoln na svojem mestu nekaj sto metrov stran, medtem ko so potniki in posadka v vodi hitro umrli od mraza in nizke temperature vode. (V poznejšem življenju je Pitman priznal, da nosi slabe vesti, ker ni reševalnega čolna preusmeril na kraj potopa, da bi rešil tiste, ki so tisto noč umrli v ledeno mrzli vodi).  
Reševalno ladjo št. 5 je naslednje jutro prevzela reševalna ladja RMS Carpathia skupaj z drugimi preživelimi potniki, Pitman pa je 18. aprila 1912 prišel na pomol št. 54 v New Yorku s preostalimi preživelimi. Ko je bil v New Yorku, ki je bil priča v preiskavi ameriške vlade o potopu. Z drugimi preživelimi častniki je 2. maja 1912 zapustil New York in na ladji Jadran odpotoval nazaj v Veliko Britanijo. Po vrnitvi domov v Anglijo je pred preiskavo britanske vlade že drugič pričal kot potop.

## Poznejša leta življenja
Pitman je po potopu Titanica še naprej delal na morju za družbo White Star Line. Služil je na ladji RMS Oceanic in Titanicovi sestrski ladji RMS Olympic, kasneje pa je zaradi svojega neuspešnega pogleda na delo na ladji malo delal kot policist. Leta 1920 je zapustil družbo White Star Line in se pridružil družbi Shaw, Savill in Albion Company Ltd. leta 1922 je vzel s seboj svojo ženo - Mildred "Mimi" Kalman z Nove Zelandije. Med drugo svetovno vojno je služboval kot mornar na krovu ladje SS Mataroa in se končno upokojil spomladi 1946 po več kot petdesetih letih delanja na morju. Svojo upokojitev je preživel v vasi Pitcombe v okrožju Somerset z nečakinjo (žena mu je umrla pred njegovo smrtjo).

## Smrt
Pitman je umrl 7. decembra 1961 zaradi subarahnoidne krvavitve, star 84 let. Njegovo truplo so pokopali na pokopališču župnjiške Cerkve Pitcombe v Somersetu. 